# Luís Amado
Ne doit pas être confondu avec Luis Amado (futsal).
Pour les articles homonymes, voir Amado.
Luis Filipe Marques Amado, né le 17 septembre 1953 à Porto de Mós, est un homme d'État portugais membre du Parti socialiste (PS).

## Biographie

### Formation
Bien qu'il soit né dans le district de Leiria, il accomplit ses études supérieures à Lisbonne. Il obtient en effet sa licence d'économie à l'université technique. Il commence par enseigner dans le secondaire à Madère, puis intègre le Tribunal des comptes, où il devient technicien supérieur à la section régionale de Madère.

### Débuts en politique
Il entre en 1985 à l'Assemblée législative régionale de Madère (ALRAM), où il siège jusqu'en 1988. Lors des élections locales de décembre 1989, il est élu au conseil municipal de Funchal. Candidat aux élections législatives du 6 octobre 1991, il doit attendre 1992 pour entrer à l'Assemblée de la République.

### Première carrière gouvernementale
Après avoir été réélu à l'occasion du scrutin du 1er octobre 1995, il est nommé à la fin du mois secrétaire d'État adjoint du ministre de l'Administration interne Alberto Costa. En 1997, à la suite d'un remaniement ministériel, il est muté comme secrétaire d'État, chargé des Affaires étrangères et de la Coopération auprès de Jaime Gama.
Bien qu'il n'ait pas été candidat aux élections du 10 octobre 1999, il est reconduit dans ses fonctions gouvernementales. Après la défaite des socialistes aux élections anticipées du 17 mars 2002, il se met en retrait de la politique.

### Un cadre des gouvernements Sócrates
Il revient dès les législatives anticipées du 20 février 2005, en tant que tête de liste dans le district de Viana do Castelo. Le 12 mars suivant, Luís Amado est nommé ministre de la Défense nationale par le nouveau Premier ministre socialiste José Sócrates.
À la suite de la démission de Diogo Freitas do Amaral pour raisons de santé, il le remplace et devient alors ministre d'État, ministre des Affaires étrangères le 3 juillet 2006. À ce titre, il est donc responsable de l'organisation de la présidence portugaise de l'Union européenne, qui voit la signature du traité de Lisbonne dans la capitale portugaise, le 13 décembre 2007.
Réélu député le 27 septembre 2009, il est maintenu à son poste lors de la formation du XVIIIe gouvernement constitutionnel le 26 octobre.

### Retrait
Il décide de quitter la vie politique avec la convocation des élections législatives anticipées du 5 juin 2011. Il est remplacé le 21 juin par Paulo Portas.